# Landeszentralbank

Die neun Landeszentralbanken von 1992 bis 2002

Die Landeszentralbanken (LZB) waren bis 2002 Hauptverwaltungen der Deutschen Bundesbank.
Die Mehrzahl der Landeszentralbanken wurde 1948 gegründet. Sie fungierten als rechtlich selbstständige Notenbanken auf ihrem Hoheitsgebiet und bildeten zusammen mit der Bank deutscher Länder ein föderales zweistufiges Zentralbanksystem, das in diesem Punkt nach dem Vorbild des US-amerikanischen Federal Reserve aufgebaut war. Mit Gründung der Deutschen Bundesbank 1957 wurden die LZBen mit der Bank deutscher Länder verschmolzen und wurden zu Hauptverwaltungen der Deutschen Bundesbank. Sie firmierten bis 2002 unter den Namen „Landeszentralbank in [...] – Hauptverwaltung der Deutschen Bundesbank“, besaßen jedoch keine eigene Rechtsfähigkeit mehr.
Ursprünglich bestand für jedes Land eine Landeszentralbank. Im Zuge der Schaffung der Währungs-, Wirtschafts- und Sozialunion (Einführung der D-Mark) wurde für das Gebiet der Deutschen Demokratischen Republik eine Vorläufige Verwaltungsstelle der Bundesbank errichtet, die auch nach der Wiedervereinigung noch Bestand hatte. Mit 1. November 1992 wurde der Verwaltungsbereich der einzelnen Landeszentralbanken neu geregelt. So gab es nur noch neun Landeszentralbanken für 16 Länder:
- Rheinland-Pfalz und Saarland (gebildet durch Fusion)
- Bremen mit Niedersachsen und Sachsen-Anhalt (gebildet durch Fusion der LZB Bremen und Niedersachsen)
- Hamburg mit Schleswig-Holstein und Mecklenburg-Vorpommern (gebildet durch Fusion der LZB Hamburg und Schleswig-Holstein)
- Berlin mit Brandenburg (gebildet aus der LZB Berlin)
- Sachsen und Thüringen (gebildet aus der Vorläufigen Verwaltungsstelle der Bundesbank in Berlin)

- Bayern (in München)[2]
- Nordrhein-Westfalen
- Hessen
- Baden-Württemberg

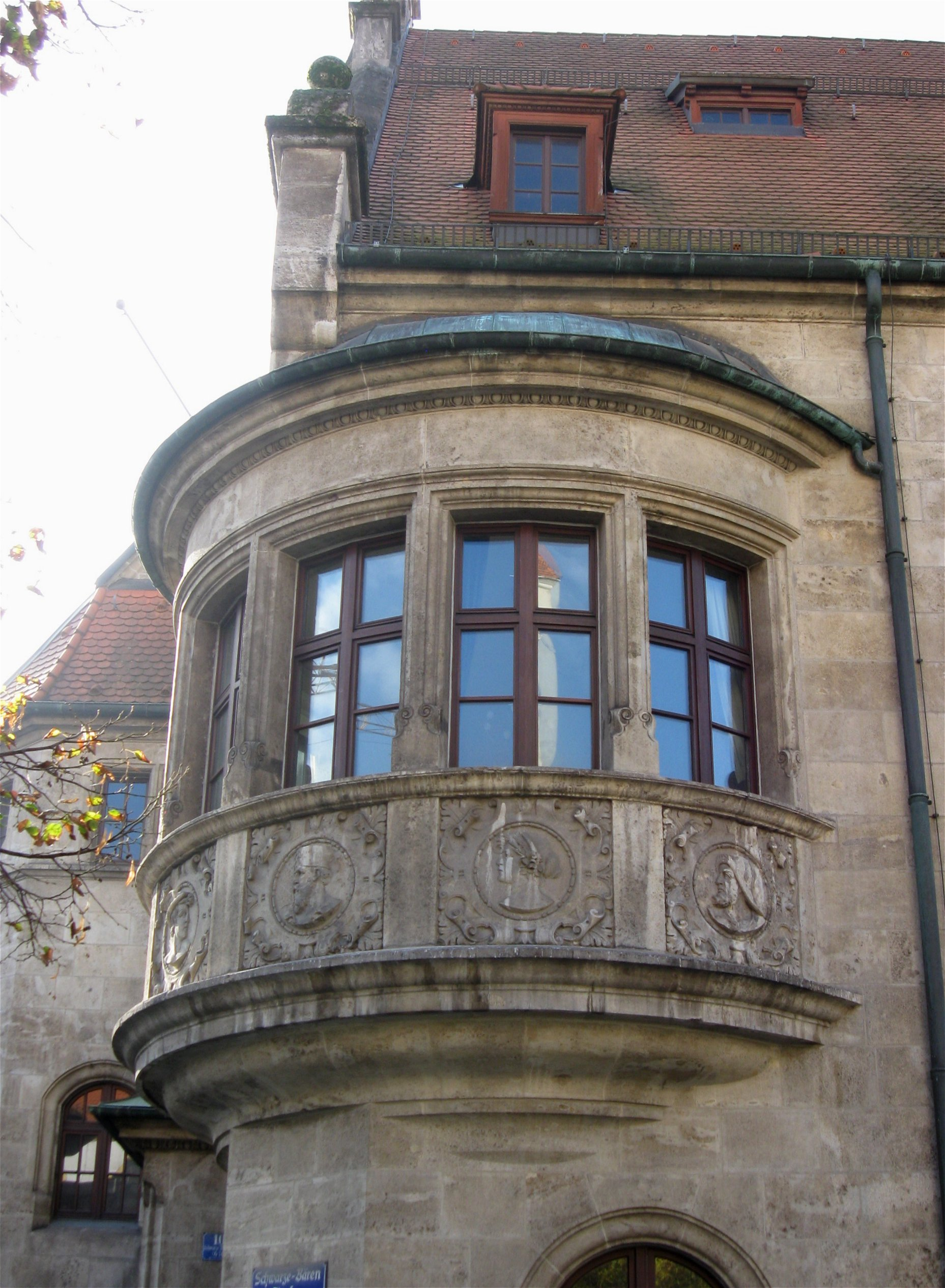
Schwarze Bären-Str. Nr. 10 Ausschnitt Gebäude ehemalige Bayerische Zentralbank

Durch die Strukturreform der Bundesbank zum 1. Mai 2002 fiel der Name Landeszentralbank weg – die Hauptverwaltungen sind jetzt unselbständige Verwaltungsuntergliederungen der Deutschen Bundesbank.

## Gebäude der ehemaligen Landeszentralbank Bayern
Das Gebäude der ehemaligen bayerischen Landeszentralbank wurde 1907 für 17.000 Goldmark nach Plänen des Architekten Friedrich Niedermayer in Regensburg noch für die Deutsche Reichsbank im Stil der Pseudorenaissance erbaut. Bei dem eindrucksvollen Gebäude handelt es sich um eine Zweiflügelanlage an einem prominenten Standort in der Altstadt von Regensburg in Ecklage der beiden Straßen Am Brixener Hof und Schwarze-Bären-Straße. Über dem Portal findet sich eine Reliefdarstellung des Reichsadlers des deutschen Kaiserreichs. Im 1. Obergeschoss verläuft ein großer Runderker mit Rollwerkkartuschen. Gezeigt werden sechs Medaillons, die Reliefbüsten mit Symbolgehalt präsentieren: 1. Neger mit Ohrring (Kolonialwesen) 2. Mädchen mit drei Schilden (Industrie) 3. Hermes (Handel) 4. Bergknappe (Bergbau) 5. Mädchen mit Ähren (Landwirtschaft) 6. Seemann (Seefahrt). 1999 wurde das Gebäude privat verkauft.

## Weblink
- www.bundesbank.de